# 大袋村
大袋村（おおぶくろむら）は埼玉県の南東部、南埼玉郡に属していた村。

## 地理
- 河川：元荒川

## 歴史
- 1889年（明治22年）4月1日 町村制施行により、大竹村、大道村、大林村、大房村、袋山村、恩間村、恩間新田、三野宮村が合併し南埼玉郡大袋村が成立する。
- 1954年（昭和29年）11月3日 南埼玉郡越ヶ谷町、大沢町、新方村、桜井村、荻島村、出羽村、蒲生村、大相模村、増林村と合併し越谷町となる。
- 1955年（昭和30年）11月3日 草加町の一部が越谷町へ編入する。
- 1958年（昭和33年）11月3日 越谷町が市制施行し越谷市となる。

## 交通

### 鉄道
- 東武鉄道
  - 伊勢崎線：大袋駅